# 櫻部建
櫻部 建（桜部 建、さくらべ はじめ、1925年8月16日 - 2012年6月9日）は、日本の仏教学者。

## 経歴
京都市生まれ。大谷大学文学部原始仏教学科卒業。インド・ビハール州立ナーランダ研究所講師を経て、大谷大学助教授、教授。1967年「阿毘達磨倶舎論界・根品の研究」で大谷大学より文学博士の学位を取得。駒澤大学教授、同朋大学教授。

## 著書
- 『倶舎論の研究 界・根品』法蔵館 1969
- 『佛教語の研究』文栄堂書店 1975
- 『倶舎論』仏典講座 大蔵出版 1981
- 『阿含の仏教』文栄堂書店 2002
- 『仏教と真宗と 真宗の若い人々と語る』全4巻 平楽寺書店 2002-2003
- 『真宗の学び方』法蔵館 2011

### 共著
- 『仏教の思想 第2巻 存在の分析<アビダルマ>』上山春平共著、角川書店 1969、角川ソフィア文庫 1996
- 龍山章真『インド仏教史』第3版 補注 法蔵館 1977
- 『ブッダの詩II　原始仏典八』共訳著、講談社 1985 - パーリ仏典『ウダーナ』と『イティヴッタカ』の現代語訳
- 『浄土仏教の思想 第1巻 無量寿経・阿弥陀経』 講談社 1994  - 「阿弥陀経」を担当。「無量寿経」は藤田宏達が担当。
- 『浄土仏教の思想 第3巻 龍樹・世親・チベットの浄土教・慧遠』 講談社 1993  - 「慧遠」を担当

「龍樹」・「世親」は藤田宏達、「チベットの浄土教」はツルティム・ケサンが担当。
- 『倶舎論の原典研究 智品・定品』小谷信千代・本庄良文共著、大蔵出版 2004

### 訳注
- 『世界の名著 2 大乗仏典』中央公論社 1967 - 存在の分析(『倶舎論』第一章・第二章)
- 『大乗仏典 9 宝積部経典』長尾雅人共訳 中央公論社 1974、中公文庫 2003
- 『大乗仏典 6 浄土三部経』山口益・森三樹三郎共訳 中央公論社 1976、中公文庫 2002 - 無量寿経担当
- 『新国訳大蔵経 毗曇部 1・2 発智論 1・2』加治洋一共校註 大蔵出版 1996-2000
- 『倶舎論の原典解明 賢聖品』小谷信千代共訳 法藏館 1999

### 記念論文集
- 『初期仏教からアビダルマへ 櫻部建博士喜寿記念論集』平楽寺書店 2002

## 論文
- Cinii